# NGC 687
NGC 687 is een lensvormig sterrenstelsel in het sterrenbeeld Andromeda. Het hemelobject werd op 21 september 1786 ontdekt door de Brits-Duitse astronoom William Herschel.

## Synoniemen
- PGC 6782
- UGC 1298
- MCG 6-5-14
- ZWG 522.17